# Woodland (hrabstwo Washington)
Woodland – jednostka osadnicza w Stanach Zjednoczonych, w stanie Maine, w hrabstwie Washington.